# 5. Sinfonie (Honegger)
Die Sinfonie Nr. 5 H202 des schweizerischen Komponisten Arthur Honegger ist eine 1950 entstandene Sinfonie mit dem Beinamen „di tre re“. Jeder ihrer drei Sätze endet mit dem Ton d, italienisch: re, von den tiefen Streichern pizzicato gespielt, von einer ad libitum-Pauke verstärkt. Die drei resignativen Satzschlüsse sind Ausdruck der bei Honegger im Alter zunehmend resignativen Grundstimmung.

## Instrumentierung und Satzbezeichnungen
Piccoloflöte, 2 Flöten, 2 Oboen, Englischhorn, 2 Klarinetten, Bassklarinette, 3 Fagotte – 4 Hörner, 3 Trompeten, 3 Posaunen, Tuba – Pauke ad libitum – 1. und 2. Violinen, Violen, Celli und Kontrabässe.
1. Grave
2. Allegretto – Adagio – Allegretto
3. Allegro marcato

## Musik
Die Stimmung dieser Sinfonie ist auf weite Strecken von Düsternis und Tragik bestimmt. Der erste Satz, einziger langsamer Kopfsatz Honeggers, beginnt mit wuchtigen Akkorden in Gegenbewegung, einer Orgelmixtur nicht unähnlich, wobei sich die Klangfülle im Laufe des Satzes verliert und vor allem nach der Reprise in kleinere Instrumentalgruppen auflöst, ohne dass der Eindruck von Tragik nachlässt. Der zweite Satz arbeitet mit einem Thema in den vier kontrapunktischen Spiegelformen. Er ist farbig instrumentiert, der Orchestersatz kammermusikalisch durchbrochen und erinnert an ein Scherzo, mit einem zweimal sich beruhigenden Trioteil, ehe das Scherzo formal krebsgängig wiederkehrt. Der dritte Satz ist ein höchst wildes Finale mit einer ausweglos pessimistischen Stimmung. Durch Flatterzungen, Martellato und zum Teil höchst dissonante Harmonien verschärft sich die Aggressivität zusehends, ehe zum Schluss das Pizzicati-d das letzte Wort behält.

## Uraufführung
Charles Münch leitete die Uraufführung am 9. März 1951 in Boston. Honegger schrieb das Werk für die Koussevitzky Music Foundation.